# 사랑의 종말
《사랑의 종말》은 1990년 1월 10일 ~ 1990년 4월 26일까지 방영된 MBC 수목드라마이다.
이 드라마는 1967년 방송된 극작가 이경제 집필의 동명 라디오 드라마를 원작으로 한다고 알려졌다. 원작은 고 차중락의 노래, 이봉조 작곡, 이경제 작사의 동명 주제가도 있었다고 한다...
출연 배우들 대부분이 다른 드라마에 겹치기 출연했다는 지적을 받았으며, 극중 윤혜진 역으로 출연했던 원미경이 변호사 역에 어울리지 않는다는 평가도 있었다.
다만 극중 소만득의 공작원 남현필 역으로 출연했던 이덕화는 그의 아버지 이예춘의 영향을 받아서인지, 엄청난 악역 명연기를 연출하였다.

## 출연
- 원미경 : 윤혜진 역
- 이덕화 : 남현필 역
- 임채무 : 김민주 역
- 허윤정
- 오지명
- 김병기 : 박상도 역
- 변희봉
- 박은수 : 이 선생 역
- 이영후
- 김주영
- 홍계일
- 김기현
- 문미봉
- 윤예희
- 이은실
- 이혜근
- 박영목
- 김영인
- 차재홍
- 유승봉
- 최한호
- 김일중
- 정명환
- 황인근
- 김영일
- 국정환 : 소만득 역